# Baccano!
Baccano! (japanisch バッカーノ Bakkāno) ist eine Light-Novel-Reihe, welche von Ryōgo Narita geschrieben und von Katsumi Enami illustriert wurde. Die erste Ausgabe Baccano! – The Rolling Bootlegs wurde im Rahmen des 9. Großen Dengeki-Game-3-Preises (電撃ゲーム３大賞, heute: Großer Dengeki-Romanpreis) mit Gold ausgezeichnet.
Eine Adaption als Anime-Fernsehserie wurde von dem Studio Brain’s Base animiert und von Aniplex publiziert. Weitere Adaptionen folgten in Form von Mangas und Videospielen.

## Konzeption
Thematisch spielt ein Großteil der Handlung in den 1930er Jahren zur Zeit der Prohibition und dem Beginn der Weltwirtschaftskrise nach dem Börsenkrach 1929 in den Vereinigten Staaten. So sind weite Teile der Stadt in der Gewalt von kriminellen Organisationen, die in Kleinkriegen und Attentaten verwickelt sind.
Die Handlung selbst wird in einem Gespräch zwischen dem Stellvertretenden Chef der Daily Days und der jungen Carol erörtert. Das Mädchen versucht sich dabei auf Firo als charismatischen Protagonisten festzulegen, wird aber sogleich von ihrem strengen Begleiter dazu aufgefordert, sich nicht nur auf Bestandteile der Geschehnisse zu konzentrieren, sondern diese als Ganzes zu betrachten. Daraus ergibt sich eine wilde Erzählstruktur, die häufig zwischen Orten und Zeiten wechselt, ohne es vorher anzukündigen. Dem Zuschauer selbst bleibt es überlassen, die einzelnen Stücke der Handlung zu einem Ganzen zusammenzusetzen.
Immer wieder werden einzelne Szenen mehrfach wiederholt, um die gleichen Geschehnisse aus einem anderen Blickwinkel zu betrachten, der mehr über die Zusammenhänge verrät. So wird beispielsweise in einer Szene erst Jacuzzi Splot näher verfolgt, der von einer Geschichte Isaac Dians über den „Rail Tracer“ so verängstigt ist, dass er ausgehend vom Speisewagen des Zuges Flying Pussyfoot panisch in Richtung Führerhauses rennt. Auf dessen Weg stößt er mit dem aus der Kabine heraustretenden Ladd Russo zusammen und rennt nach einer Entschuldigung weiter. In einer anderen Einstellung wird zunächst Ladd zusammen mit Lua Klein gezeigt, wobei er von einem seiner Ergebenen erfährt, der sich bereits auf dem Weg zum Speisewagen befindet, um ein Blutbad zu veranstalten. Davon geplagt nicht dabei sein zu können, hält er letztlich nicht mehr aus. Mordlüstern tritt er vor die Tür und wird von Jacuzzi angerempelt. Aus einer weiteren Perspektive betrachtet wird Jacuzzis Freundin Nice Holystone näher verfolgt, die außerhalb des Speisewagens auf die anderen Mitglieder der Bande trifft und davon Nick abstellt, um den Speisewagen ruhigzustellen. Dabei verändert sich die Handlung an sich nicht, jedoch erfährt der Zuschauer immer mehr über die Hintergründe der einzelnen Aktionen und deren Zusammenspiel.
Während die Vorgeschichte nur rückblickend innerhalb der Haupthandlung erklärt wird, ist die Handlung selbst innerhalb eines Rahmens gepackt worden, der sich aus einem Gespräch zwischen Gustave St. Germain und der jungen Carol ergibt. In diesem lässt sich der Vizedirektor von Carol über die Geschehnisse und deren Zusammenhänge berichten, was eine nicht lineare vorgetragene Haupthandlung mit vielen Sprüngen zwischen Orten, Zeiten und Betrachtungswinkeln ergibt.

## Handlung

### Vorgeschichte
Auf einem Piratenschiff führten 1711 eine Gruppe von Alchemisten Experimente durch, um die Unsterblichkeit zu erreichen. Dabei gelingt es Maiza Avaro und seinem jüngeren Bruder, einen Dämonen herbeizurufen. Der Dämon Hans willigt ein, ihnen ein Äther der Unsterblichkeit zu überlassen. Darüber hinaus verrät er den beiden Herbeirufern die Rezeptur dieses Äthers.
Da die Unsterblichkeit aber auch unendlich lang andauernde Qual (z. B. Gefangenschaft) bedeuten kann, verrät der Dämon allen beteiligten Alchemisten die einzige Möglichkeit, ihr Leben zu beenden. Dazu müssen sie sich von einem anderen Unsterblichen „essen“ lassen. Der „Esser“ erlangt dabei automatisch dessen Wissen.
Trotz dieses Wissens und der Warnungen des Dämonen willigen alle ein, das Elixier zu trinken und erreichen somit die Unsterblichkeit. Sie sind daraufhin immer noch verwundbar, fühlen Schmerzen, aber ihre Körper stellen sich auf magische Art und Weise wieder her. Gleichzeitig hält der Alterungsprozess an.
In der darauf folgenden Nacht „isst“ Szilard Quates, einer der Alchemisten, viele der Unsterblichen, um an die Rezeptur zu kommen. Diese hatte der Dämon zuvor nur Maiza anvertraut, der das Geheimnis wiederum zur Hälfte mit seinem Bruder teilte. Nachdem es Szilard gelang, den Bruder zu töten und an einen Teil der Rezeptur zu kommen, fiel Szilard schlussendlich während eines Kampfes über Bord. In dem Wissen, dass sie sich gegenseitig gefährlich werden können, entscheiden sich die überlebenden „Unsterblichen“ getrennte Wege zu gehen.

### Haupthandlung
1930 versuchen Isaac und Miria, in Kalifornien in einer Mine Gold zu finden, und vertrödeln fast ein vollständiges Jahr. Beide bekommen von Ennis einen Brief mit der Bitte, sie in New York zu treffen. Ennis gesteht darin, dass Isaac und Miria sie aus ihrem Wesen eines Homunculus erweckten. Im Glauben, Vertreter des Gesetzes zu sein, überfallen beide einen Geldtransport der Mafia in Gestalt zweier Baseballspieler. Im November, so Charol, beginnen die besonderen Geschehnisse.
1931 kommt es in Manhattan zu einem Überfall auf ein Buchgeschäft, bei dem Firo und Luck das Ziel sind, beide sind bereits unsterblich. Firo nimmt einen der Angreifer gefangen. Zur gleichen Zeit fährt der Zug Flying Pussyfoot von Chicago nach New York. Es steigen ein: Das verrückte Diebespaar, Vino in Kleidung eines Schaffners, Anhänger von Huey Laforet (schwarz, als Musikorchester getarnt), Mordlüsterne Mitglieder der Russo-Familie (weiß, einer von ihnen bringt den in Ruhestand gehenden Zugführer um), Jacuzzi Splot und seine Freunde, Mitarbeiter der Daily Days (getarnt als Barkeeper und Passagier Rachel) und Czeslaw Meyer als Begleitung der Frau und Tochter des Senator Beriam. 1931 wird Czeslaw von Ladd erschossen und die Polizei findet zahlreiche Leichen. Ladd überlebt mit abgerissenen Arm zusammen mit Lua, ihr immer noch den Tod anbietend und Chane wird lebend im Fluss gefunden.
Schließlich kommt es im Bahnhof von Manhattan zum Zusammentreffen der Unglaublichen 4, mit offenem Ende.

## Charaktere

### Das durchgeknallte Diebespaar
Isaac Dian, ディアン アイザック, Dian Aizakku, gesprochen von Masaya Onosaka  (Japanische Synchronisation)
Fabian Kluckert (Deutsche Synchronisation)
Miria Harvent, ハーヴェント ミリア, Hāvento Miria, gesprochen von Sayaka Aoki  (Japanische Synchronisation)
Anna Gamburg (Deutsche Synchronisation)
Die beiden bilden ein durchgeknalltes Diebespaar, dessen Erfolg darin begründet ist, mit ungewöhnlichsten Methoden Diebstähle zu begehen. So berauben sie etwa ein Uhrengeschäft mit dem Ziel, Zeit zu rauben, oder planen gar, ein ganzes Museum (inklusive Gebäude) zu stehlen. Dabei verkleiden sie sich gerne in seltsamsten Kostümen. Im Vorspann des Anime ist beispielsweise Isaac mit Kürbismaske und Miria im Weihnachtsmannkostüm beim Diebstahl von Süßigkeiten zu sehen. Durch ihre sonderbare Kleidung werden beide von anderen gar für Schauspieler gehalten. Die Quelle der verrückten Einfälle ist zumeist Isaac, dessen Ideen Miria bedenkenlos unterstützt und dazu neigt, ihren Isaac nachzuahmen. Beide werden durch einen Zufall 1930 unsterblich.

### Die Martillo-Familie
Firo Prochainezo, プロシェンツォ フィーロ, Puroshentso Fīro, gesprochen von Hiroyuki Yoshino (Japanische Synchronisation)
Jan Makino (Deutsche Synchronisation)
Maiza Avaro, アヴァーロ マイザー, Avāro Maizā, gesprochen von Mitsuru Miyamoto
Maiza Avaro, der einstige Herbeirufer des Dämonen, der den Alchemisten 1711 die Unsterblichkeit bescherte, ist 1930 ein führendes Mitglied der Camorra-Familie Martillo. Dieser schließt sich der noch junge, aber nicht unsterbliche Firo Prochainezo an. Beide sind eher zurückhaltend, da sich Maiza vor Szilard Quates in Acht nehmen muss, da dieser an das Geheimnis der Herbeirufung des Dämonen interessiert ist und nur Maiza über die zweite Hälfte des Wissens verfügt. Firo wirft unterdessen ein Auge auf Szilards Assistentin Ennis und stellt so unbewusst eine Verbindung zwischen den beiden Erzfeinden her.

### Die Gandor-Familie
Keith Gandor, ガンドール キース, Gandōru Kīsu
Berga Gandor, ガンドール ベルガ, Gandōru Beruga, gesprochen von Kenta Miyake
Luck Gandor, ガンドール ラック, Gandōru Rakku, gesprochen von Takehito Koyasu
Claire Stanfield, スタンフィールド クレア, Sutanfīrudo Kurea, gesprochen von Masakazu Morita
Die drei Brüder sind die Anführer der Mafia-Familie Gandor. Der älteste der Brüder ist Keith mit seinem immer düsteren Blick, der in der gesamten Serie nicht ein einziges Wort sagt und entsprechend keinen Synchronsprecher (Seiyū) besitzt. Berga besitzt meist einen bösen Blick, jedoch ist er ein großer, gewalttätiger Anführer, der es liebt, seine Gegner zu Brei zu schlagen, bevor er diese an Mr. Tick, einem vom Foltern besessenen Wahnsinnigen übergibt. Das Oberhaupt der Familie ist Luck, der jüngste der drei Brüder. Sein Gesicht ziert die meiste Zeit Lächeln. Dennoch ist er ein Profi und ein enger Freund von Firo – was zu einer guten Beziehung zwischen der Gandors und den Martillos führt.
Clair wuchs zusammen mit den Gandor-Brüdern auf und wird als Teil der Familie angesehen. Er trägt den Spitznamen Vino (spanisch für Wein), da er dafür bekannt ist seine Opfer bis zu Unkenntlichkeit zu verstümmeln, was ihn selbst komplett in Blut tränkt. Auf dem Flying Pussyfoot übernimmt er die Rolle des „Rail Tracer“ und ist für den Tod zahlreicher Fahrgäste verantwortlich. Jedoch verschont er unbewaffnete Passagiere und entwickelt auf den ersten Blick eine Liebe zu Chane.

### Anhänger von Szilard Quates
Szilard Quates, クェーツ セラード, Kwētsu Serādo, gesprochen von Kinryū Arimoto
Ennis, エニス, Enisu, gesprochen von Sanae Kobayashi
Barnes, バーンズ, Bānzu, gesprochen von Tomomichi Nishimura
Szilard Quates ist der erste unsterbliche Alchemist aus dem Jahr 1711 und auf der Suche nach dem zweiten Teil der Formel, den Maiza Avaro in seinem Besitz hält. Nachdem er Maizas Bruder tötete, konnte er nur die Hälfte des Wissens aus Maizas Bruder „heraussaugen“. Mit der unvollständigen Formel konnte er nur unvollständige Unsterbliche produzieren. So sind diese zwar gegen körperliche Schäden immun – altern jedoch. Trotz seines Alters ist Szilard überaus agil und stark. So tötete/aß er bis zum Jahr 1930 achtzehn der Mitglieder der Advena Avis.
Immer auf der Suche nach dem Elixier beauftragte er unteren anderen Barnes mit der Erforschung, dem es letztlich gelingt, das Elixier herzustellen, aber durch ein Unglück nur zwei fertige Flaschen davon retten kann.
Szilard erschuf Ennis als ein Homunculus, um ihm zu dienen. Sie sollte keinerlei Gefühle oder eigene Gedanken haben und nur seinen Befehlen gehorchen. Dennoch entwickelt sie mit der Zeit menschliche Emotionen (insbesondere nach dem Zusammentreffen mit Isaac und Miria).

### Die Russo-Familie
Ladd Russo, ルッソ ラッド, Russo Raddo, gesprochen von Keiji Fujiwara
Lua Klein, クライン ルーア, Kurain Rūa, gesprochen von Eri Yasui
Ladd und seine Anhänger der Russo-Familie sind sadistische Mörder, für die es nichts schöneres gibt, als andere Leute zu töten. Dies wird besonders am Beispiel von Ladd deutlich, der wie ein kleines Kind es nicht abwarten kann, sich am Morden zu beteiligen und voller Freude erstrahlt, nachdem er jemanden getötet hat. Rein provokativ kleideten er und seine Anhänger sich mit weißen Anzügen und liefern sich auf dem Flying Pussyfoot mit den Anhängern von Huey Laforet eine blutige Auseinandersetzung. Die geliebte von Ladd ist Lua Klein, eine schöne Frau mit einem sehr gleichgültigen, schüchternen Gesichtseindruck.

### Anhänger von Huey Laforet
Huey Laforet, ラフォレット ヒューイ, Raforetto Hyūi, gesprochen von ???
Chane Laforet, ラフォレット シャーネ, Raforetto Shāne, gesprochen von Ryō Hirohashi
Huey Laforet wurde ebenfalls bereits 1711 unsterblich, wurde jedoch von der Regierung aufgespürt und wird seitdem auf Neufundland gefangen gehalten. Er hat eine gläubige Gefolgschaft, die alles tun würde, um ihn zu befreien. Huey selbst ist mit den Methoden seiner Anhänger nicht einverstanden und sich darüber im Klaren, dass diese nur an dem Geheimnis der Unsterblichkeit interessiert sind. So besteigen seine Anhänger zusammen mit seiner Tochter Chane den Flying Pussyfoot, um die Frau und Tochter des Präsidenten zu entführen. Die stille Chane erweist sich dabei sehr geübt im Umgang mit dem Messer und ist in der Lage mit ihrem Vater telepathisch zu kommunizieren. Auf dem Zug gerät sie mit Claire aneinander, dem sie den Hinweis hinterlässt, dass sie in Manhattan für immer auf ihn warten würde. Zugleich lernt sie mit Jacuzzi und seiner Bande erstmals nette Leute kennen.

### Freunde von Jacuzzi Splot
Jacuzzi Splot, スプロット ジャグジー, Supurotto Jagujī, gesprochen von Yū Kobayashi
Nice Holystone, ホーリーストーン ニース, Hōrīsutōn Nīsu, gesprochen von Daisuke Sakaguchi
Donny, ドニー, Toni, gesprochen von Yoshinori Sonobe
Nick, ニック, Nikku, gesprochen von Kunihiro Kawamoto
Obwohl Jacuzzi ein Angsthase ist, zeigt er unter gewissen Umständen ungewöhnliche Courage und Qualitäten eines Anführers. Nach dem Tod eines nicht näher genannten Mitglieds der Bande raubt Jacuzzi mit einem Maschinengewehr bewaffnet eine rekordverdächtige Anzahl von Geschäften aus, während ihm noch immer die Tränen aus den Augen traten. Seitdem steht er auf der Liste der gesuchten Verbrecher und wird wegen einer auf ihn ausgesetzten Belohnung gejagt. Dabei ist er leicht an seiner Tätowierung in Form eines Schwertes im Gesicht zu erkennen, die er sich machen ließ, als Nice bei einem Explosions-Unfall schwere Brandwunden davontrug. Seine Geliebte hat allerdings die meiste Zeit nur ihre selbst gebauten Bomben im Kopf, auch wenn sie bereits als Kind ihr rechtes Auge verlor. Begleitet werden die beiden von den Bandenmitgliedern Donny und Nick. Wobei Donny ein wahrer Riese ist und mühelos eine Pistole verbiegen kann, jedoch im Zug kaum durch eine Tür passt. Nick hingegen ist ein recht optimistischer aber durchaus normaler Helfer.

### Die Genoard-Geschwister
Eve Genoard, ジェノアード イブ, Jenoādo Ibu, gesprochen von Marina Inoue
Dallas Genoard, ジェノアード ダラス, Jenoādo Darasu, gesprochen von Atsushi Imaruoka
Eve ist die jüngere Schwester von Dallas und sucht nach ihrem verschwundenen Bruder. Dabei verwickelt sie sich bewusst in die Beziehungen der Mafia, im Glauben, ihren Bruder und dessen gutes Herz finden zu können. Dallas ist unterdessen der Anführer eines kleinen Schlägertrupps, der unwissend dafür sorgt, dass die zwei Flaschen mit dem Elixier der Unsterblichkeit unbekannte Wege gehen. Durch Szilard werden die Schläger in Halbunsterbliche verwandelt und Dallas wird von den Gandors einbetoniert im Hafen der Stadt versenkt, wo er seitdem unsterblich immer wieder aufs Neue ertrinkt.

### Mitarbeiter der Daily Days
Rachel, レイチェル, Reicheru, gesprochen von Shizuka Itō
Nicholas Wayne, ウェイン ニコラス, Uein Nikurasu, gesprochen von Tōru Furusawa
Elean Douger, ドゥーガー エレアン, Doūkā Erean, gesprochen von Taiten Kusunoki
Chef 社長, Shachō, gesprochen von Shō Hayami
Gustave St. Germain, サンジェルマン ギュスターヴ, San Jeruman Gyusutāvu, gesprochen von Norio Wakamoto
Carol, キャロル, Kyaroru, gesprochen von Chiwa Saitō
Das Nachrichtenmagazin Daily Days scheint hauptsächlich durch den Verkauf von Informationen an die Meistbietenden Geld zu verdienen und nutzt dazu die Beziehungen der verfeindeten Banden aus. So wird Rachel als Passagier auf den Flying Pussyfoot geschickt, um die Gruppen zu beobachten. Innerhalb des Geschäfts der Daily Days übernimmt meist Nicholas Wayne die Abfertigung der Informationssuchenden, die er dabei gerne mal über den Tisch zieht. Eve Genoard bekommt jedoch eine besondere Behandlung, da Elean Douger ebenfalls die zweite Hand des Chefs ist und zugleich mit dem Zimmermädchen von Eve verwandt ist. Der Chef selbst tritt nie sichtbar in Erscheinung und ist hinter einem mit Dokumenten überhäuften Schreibtisch versteckt.
In der Rahmenhandlung des Anime berichtigt und hinterfragt der Vize Direktor Gustave St. Germain die noch sehr junge Carol, die versuchen soll, die vergangenen Ereignisse zusammenzufassen. Er selbst ist ihr gegenüber sehr nüchtern und hart, so dass Carol vor ihm großen Respekt hat.

### Die Baltro-Familie
Baltro, ルノラータ バルトロ, gesprochen von Ryusuke Ōbayashi
Gustavo Baggetta, バジェッタ グスターヴォ, Bajetta Gusutāvu, gesprochen von Sasaki Seiji
Die Baltro-Familie schaltete die nahezu vollständig die Genoards aus und ist dabei, ihre Spuren zu verwischen, die bis in den Senat der Vereinigten Staaten reichen. So hat Baltro Kontakt mit einem Senatsmitglied, dessen Frau und Kind die Anhänger von Huey Laforet entführen wollen. Er selbst macht sich dabei nur selten die Hände schmutzig und schickt seinen aggressiven Schläger Gustavo Baggetta, um Dallas Genoard mundtot zu machen. Gleichzeitig befinden sie sich mit den Gandors und Martillos im Konflikt.

### Einzelgänger
Czeslaw Meyer, メイエル チェスワフ, Chesuwafu Meieru, gesprochen von Akemi Kanda
Czeslaw wurde 1711 noch als Kind unsterblich und ist seitdem nicht gealtert und den anderen Unsterblichen körperlich klar unterlegen. Sein „Beschützer“ auf der Advena Avis benutzte ihn zum Experimentieren. Dabei wurde er immer wieder aufs Neue umgebracht und misshandelt, so dass die Unsterblichkeit für ihn zum Fluch wurde. Nachdem ihm die Flucht gelang, besitzt er eine panische Angst vor anderen Unsterblichen und setzte sich das Ziel, sie alle zu „essen“, bevor sie es können.

## Veröffentlichungen

### Light Novel
Die erste, schon im vorab ausgezeichnete, Ausgabe der Serie erschien im Februar 2003. Bis Oktober 2010 wurden von Dengeki Bunko 15 Bücher herausgegeben, die mehr oder weniger eine chronologische Zeitlinie verfolgen.
1. バッカーノ!: The Rolling Bootlegs / Baccano! The Rolling Bootlegs (= Dengeki Bunko. Band 1). 2003, ISBN 4-8402-2278-9 (deutsch „Baccano!. Der laufende Schmuggel“).
2. バッカーノ!1931 鈍行編: The Grand Punk Railroad / Baccano! 1931: Donkō-hen. The Grand Punk Railroad (= Dengeki Bunko. Band 2). 2003, ISBN 4-8402-2436-6 (deutsch „Bakkāno! 1931: Bummelzug-Band. Die große schwachsinnige Zugfahrt“).
3. バッカーノ!1931 特急編: The Grand Punk Railroad / Baccano! 1931: Tokkyū-hen. The Grand Punk Railroad (= Dengeki Bunko. Band 3). 2003, ISBN 4-8402-2459-5 (deutsch „Bakkāno! 1931: Schnellzug-Band. Die große schwachsinnige Zugfahrt“).
4. バッカーノ!1932: Drug & The Dominos / Baccano! 1932. Drug & The Dominos (= Dengeki Bunko. Band 4). 2003, ISBN 4-8402-2494-3 (deutsch „Baccano! 1932. Drogen & Die Dominos“).
5. バッカーノ!2001: The Children Of Bottle / Baccano! 2001. The Children Of Bottle (= Dengeki Bunko. Band 5). 2004, ISBN 4-8402-2609-1 (deutsch „Baccano! 2001. Das Kind aus der Flasche“).
6. バッカーノ!1933‹上›THE SLASH~クモリノチアメ~ / Baccano! 1933 (jō). The Slash – Kumori nochi Ame (= Dengeki Bunko. Band 6). 2004, ISBN 4-8402-2787-X (deutsch „Bakkāno! 1933 (1.). Bewölkt, dann Regen“).
7. バッカーノ!1933‹下›THE SLASH~チノアメハ、ハレ~ / Baccano! 1933 (ge). The Slash – Chi no Ame wa, Hare (= Dengeki Bunko. Band 7). 2004, ISBN 4-8402-2787-X (deutsch „Bakkāno! 1933 (2.). Der Blutregen, ein klarer Himmel“).
8. バッカーノ!1934獄中編: Alice In Jails / Baccano! 1934 Gokuchū-hen. Alice In Jails (= Dengeki Bunko. Band 8). 2006, ISBN 4-8402-3585-6 (deutsch „Bakkāno! 1934 Kerkerband. Alice in Ketten“).
9. バッカーノ!1934 娑婆編: Alice In Jails / Baccano! 1934 Shaba-hen. Alice In Jails (= Dengeki Bunko. Band 9). 2006, ISBN 4-8402-3636-4 (deutsch „Bakkāno! 1934 Außenweltband. Alice in Ketten“).
10. バッカーノ!1934 完結編: Peter Pan In Chains / Baccano! 1934 Kenketsu-hen. Peter Pan In Chains (= Dengeki Bunko. Band 10). 2007, ISBN 978-4-8402-3805-2 (deutsch „Bakkāno! 1934 Abschlussband. Peter Pan in Ketten“).
11. バッカーノ!1705: The Ironic Light Orchestra / Baccano! 1705. The Ironic Light Orchestra (= Dengeki Bunko. Band 11). 2007, ISBN 978-4-8402-3910-3 (deutsch „Bakkāno! 1705 - Das ironisch lockere Orchester“).
12. バッカーノ!2002【A side】: Bullet Garden / Baccano! 2002 (A side). Bullet Garden (= Dengeki Bunko. Band 12). 2007, ISBN 978-4-8402-4027-7 (deutsch „Bakkāno! 2002 (A-Seite). Kugelgarten“).
13. バッカーノ!2002【B side】: Blood Sabbath / Baccano! 2002 (B side). Blood Sabbath (= Dengeki Bunko. Band 13). 2007, ISBN 978-4-8402-4069-7 (deutsch „Bakkāno! 2002 (B-Seite). Blut-Sabbat“).
14. バッカーノ!1931 臨時急行編: Another Junk Railroad / Baccano! 1931 Rinji Kyūkō Hen. Another Junk Railroad (= Dengeki Bunko. Band 14). 2009, ISBN 978-4-04-867462-1 (deutsch „Bakkāno! 1931 Sonderschnellzugband. Eine weitere durchgeknallte Zugfahrt“).
15. バッカーノ!1710: Crack Flag / Baccano! 1710. Crack Flag (= Dengeki Bunko. Band 15). 2010, ISBN 978-4-04-868459-0 (deutsch „Bakkāno! 1710. Zerstörte Flagge“).

Die Light Novel Serie wird ab 2016 von Yen Press in englischer Sprache veröffentlicht werden.

### Anime
Das Studio Brain’s Base produzierte zur Light Novel 2007 eine 13-teilige Anime-Fernsehserie unter Regie von Takahiro Omori. Dabei stammte das Charakter-Design von Takahiro Kishida, künstlerischer Leiter war Hijiri Ito. Die Serie wurde von 26. Juli bis 1. November 2007 auf dem bezahlpflichtigen, japanischen Fernsehprogramm WOWOW ausgestrahlt. 2008 folgte eine Ausstrahlung auf dem Sender Tokyo MX.
Der Anime wurde auf insgesamt acht DVDs veröffentlicht, die im monatlichen Abstand seit dem 24. November 2007 veröffentlicht wurden. Die letzten drei DVDs enthielten jeweils noch eine Extrafolge, die nicht zuvor im Fernsehen gezeigt wurde, sodass der Anime auf insgesamt 16 Folgen kommt.
Funimation Entertainment veröffentlicht den Anime auf Englisch und der Sender Animax strahlte ihn in Südkorea aus.

#### Synchronisation
| Rolle            | Japanischer Sprecher (Seiyū) |
| ---------------- | ---------------------------- |
| Isaac Dian       | Masaya Onosaka               |
| Miria Harvent    | Sayaka Aoki                  |
| Firo Prochainezo | Hiroyuki Yoshino             |

#### Musik
Die Musik der Serie wurde komponiert von Makoto Yoshimori. Der Vorspanntitel Gun’s&Roses wurde produziert von Paradise Lunch, des Abspannlied Calling von Kaori Oda.

### Manga
In MediaWorks’ Magazin Dengeki Comic Gao! von Ausgabe 2/2007 (Dezember 2006) bis 4/2008 (27. Februar 2007) erschien der Manga Baccano! 1931 The Grand Punk Railroad. Dieser wurde geschrieben von Ryōgo Narita und gezeichnet von Ginyū Shijin. Von Juli 2007 bis April 2008 wurden die Kapitel in zwei Sammelbänden (Tankōbon) zusammengefasst:
- バッカーノ!1931The Grand Punk Railroad (1) / Baccano! 1931 The Grand Punk Railroad 1 2007, ISBN 978-4-8402-3963-9 (deutsch: „Baccano! 1931 Die große verrückte Zugfahrt 1“).
- バッカーノ!1931The Grand Punk Railroad (2) / Baccano! 1931 The Grand Punk Railroad 2 2008, ISBN 978-4-04-867048-7 (deutsch: „Baccano! 1931 Die große verrückte Zugfahrt 2“).

### Videospiel
Zu Baccano erschien in Japan im Februar 2008 ein Videospiel für die Konsole Nintendo DS. Das Spiel der Firma MediaWorks trägt den Titel   (DS電撃文庫ADV バッカーノ) und wird als „Eisenbahn-Adventure mit multiplen Blickpunkten“ (複数視点型鉄道アドベンチャー, Fukusū Shitengata Tetsudō Adobenchā) bezeichnet.